# URO
URO (UROVESA, URO Vehículos Especiales S.A.) – hiszpański producent wielozadaniowych samochodów ciężarowych i wojskowych. Przedsiębiorstwo założone zostało w 1981 roku, a jego siedziba mieści się w Santiago de Compostela.

## Historia
Firma została założona w 1981 roku. W 1982 roku rozpoczęto produkować samochody ciężarowe, a od 1998 roku samochód terenowy VAMTAC (Vehículo de Alta Movilidad Táctico), przeznaczony głównie dla wojska. Pojazd ten wyposażony jest w silniki firmy Steyr o pojemności 3,2 l i mocy 122 KM, 163 KM oraz 197 KM. W 2004 roku zadebiutował samochód terenowy VAM TL wyposażony w silniki Iveco lub Steyr. W 1991 roku oddział UROVESA, UROMAC, rozpoczął w Castropolu produkcję wózków widłowych używanych także przez hiszpańskie siły zbrojne.

## Modele
- URO VAMTAC
- URO VAM TL
- URO F3 (wersja cywilna), M3 (wersja wojskowa)

## Galeria

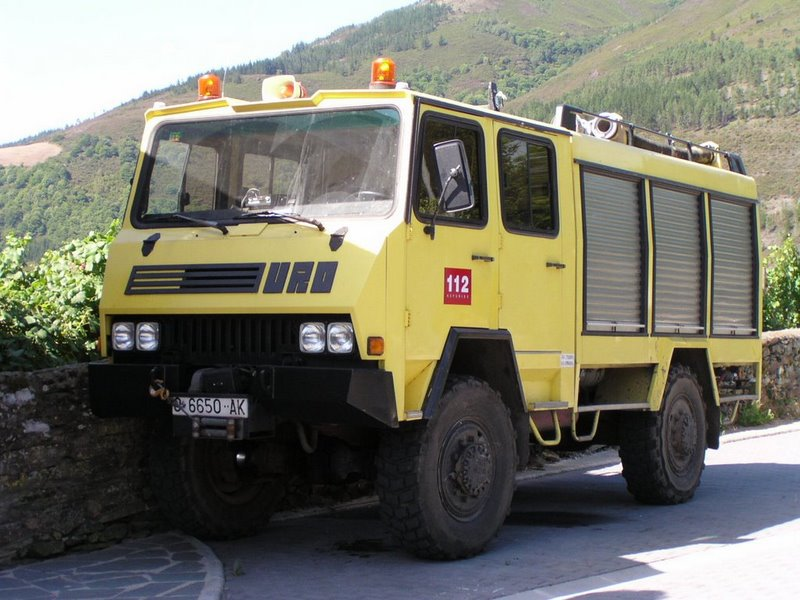
URO jako wóz strażacki
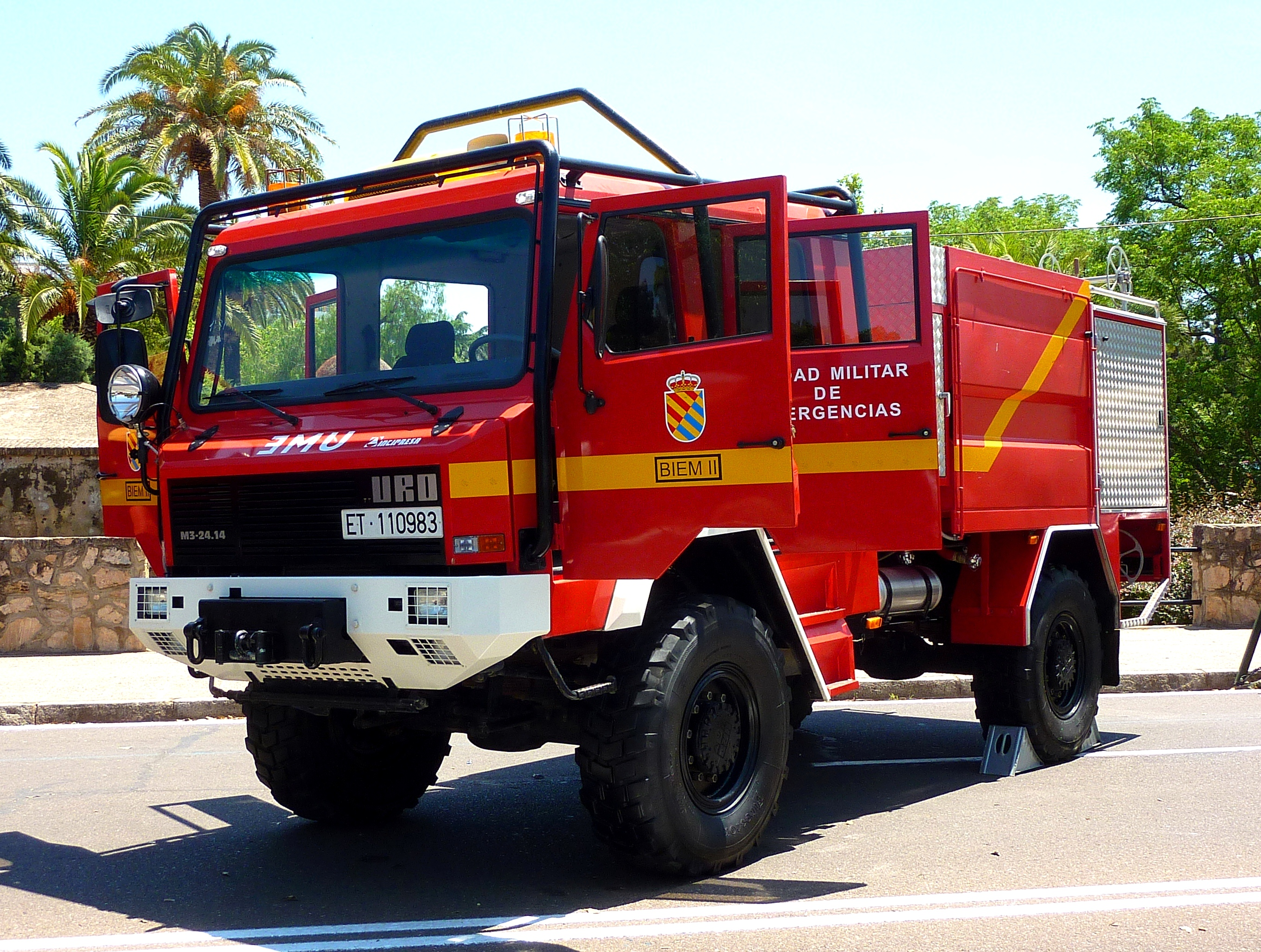
URO M3-24.14
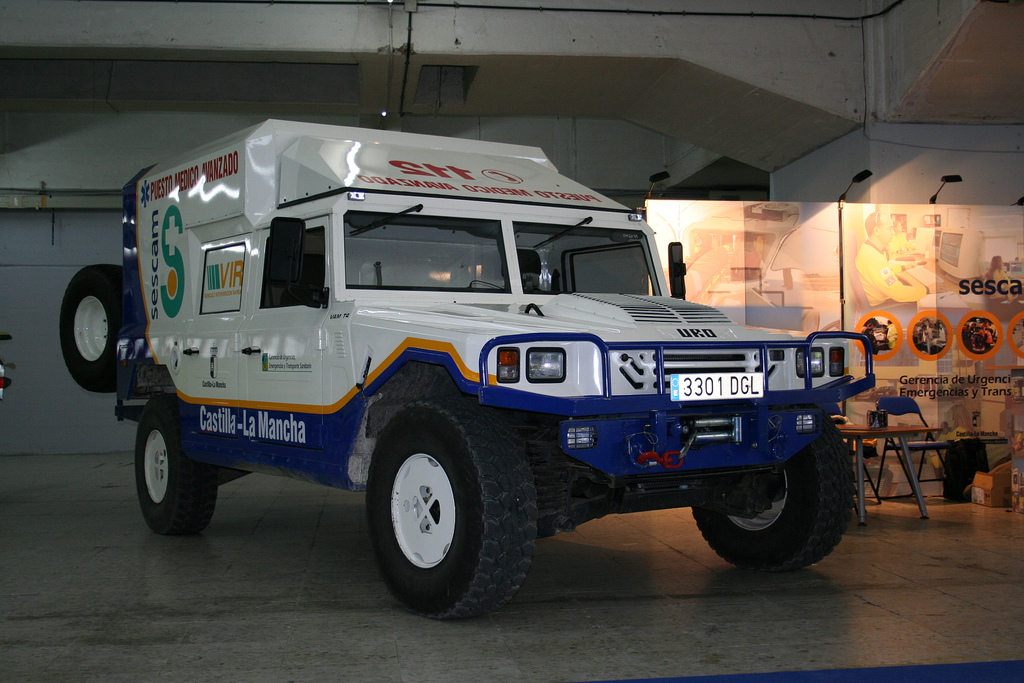
URO VAMTAC
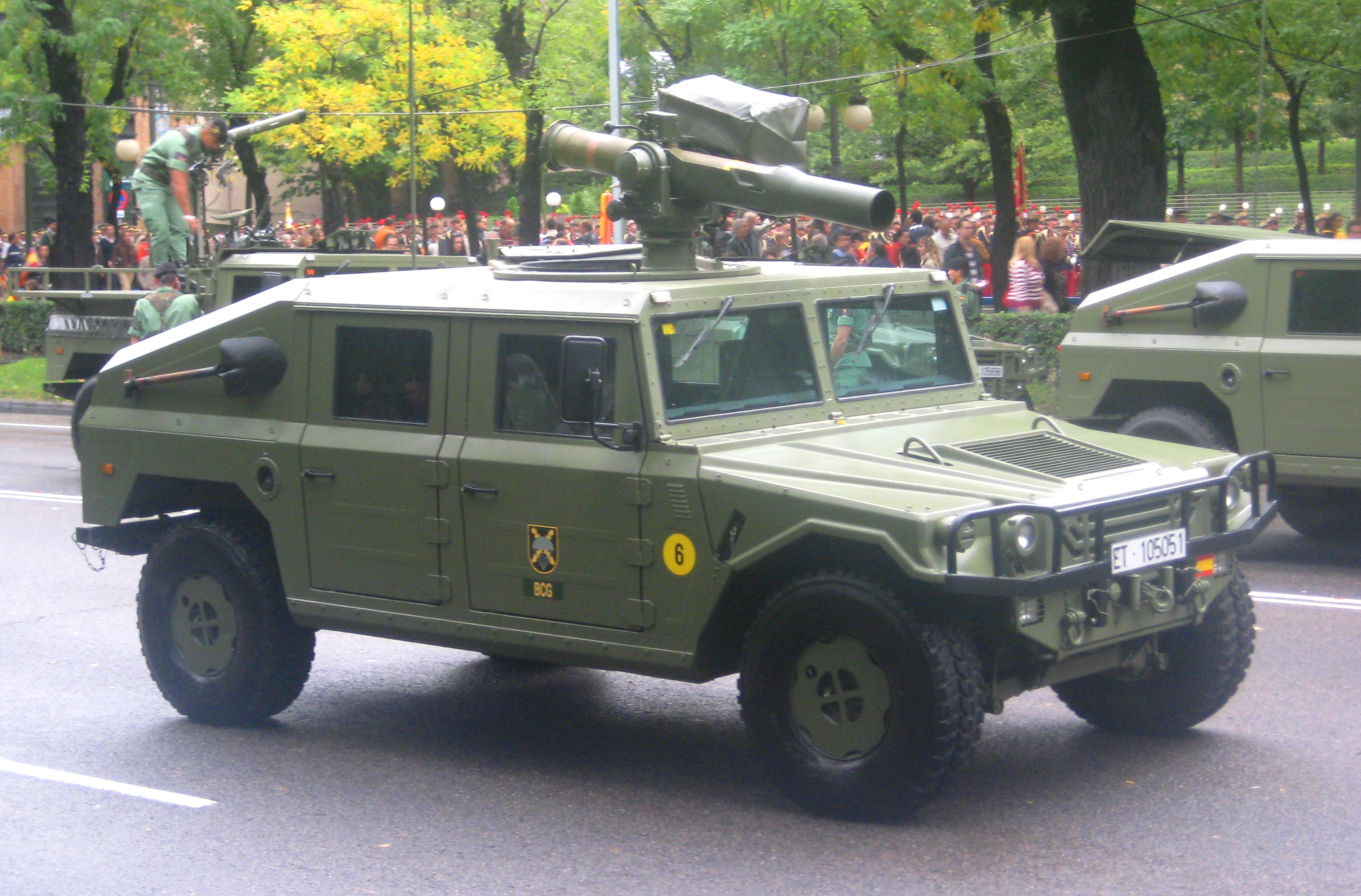
URO VAMTAC w wersji wojskowej